# Pedro Juan Texidor
Pedro Juan Texidor (Santurce, Puerto Rico, 30 de abril de 1951-Bayamón, 9 de marzo de 2024) fue un actor y comediante puertorriqueño. Es conocido por su caracterización de «Tato» en un programa de comedia televisiva llamado Entrando por la cocina. Fue un actor experimentado, con una carrera de más de 50 años.

## Carrera
Comenzó a estudiar diseño de interiores y publicidad, pero le dieron una beca para estudiar actuación en la Cooperativa de Artes Teatrales de Puerto Rico y no terminó lo primero, concentrándose en lo segundo. Se graduó de la Universidad de Puerto Rico. Estudió actuación con Myrna Vázquez y Félix Monclova, quienes eran los padres del también actor René Monclova.
Se unió luego al «Teatro del Sesenta», compañía teatral que en un momento también incluyó a Luis Oliva y Luz María Rondón. Actuó en obras de teatro como La verdadera historia de Pedro Navaja, Los titingos de Juan Bobo, Puerto Rico Fua, El otro pinche, El otro Agüeybaná, Marat-Sade y otras. Él y Oliva compartieron escenario en Los titingos de Juan Bobo.
Aunque era muy conocido dentro de los círculos de actuación en Puerto Rico, fue su participación en Entrando por la cocina, lo que le dio una celebridad generalizada en la isla de Puerto Rico. Actuó junto a Yasmín Mejías, Luisito Vigoreaux y Victor Alicea en ese espectáculo. Posteriormente, participó también en Raymond y sus amigos al lado de Raymond Arrieta y en El Kiosco Budweiser, entre otras.

### Eros y Rap
Texidor y su compañero comediante puertorriqueño, Shorty Castro, formaron un dúo de rap cómico llamado «Eros y Rap» a fines de la década de 1980. La pareja aparecía a veces en televisión, burlándose de los artistas de rap de la época.

## Muerte
Había enfrentado problemas respiratorios y cardíacos durante algún tiempo antes de morir el 9 de marzo de 2024, en el Hospital San Pablo de Bayamón, Puerto Rico, a los 72 años. Le sobreviven su esposa Laura S. Sierra Solla y dos hijas llamadas Alexandra y Laura. Fue enterrado en el cementerio Porta Coeli en Bayamón, Puerto Rico.
Entre quienes reaccionaron a su muerte en línea estuvieron las coprotagonistas de Entrando por la cocina Yasmín Mejías (quien interpretó a la esposa de «Tato», «Altagracia») y Victor Alicea, quien interpretó a «Guillermo» en el programa.